# Intrepido (brigantino)
L'Intrepido è stato un brigantino della Real Marina del Regno delle Due Sicilie, successivamente acquisito dalla Regia Marina.

## Caratteristiche
Costruito sugli stessi piani sui quali sarebbe poi stato costruito anche il quasi gemello Generoso, l'Intrepido, un grosso brigantino a palo (alberi di trinchetto e maestra a vele quadre e mezzana a vele auriche), era sostanzialmente una piccola corvetta benché fosse classificato come brigantino sia dalla Marina del regno delle Due Sicilie sia da quella italiana. Scafo in legno con carena ricoperta di rame, la nave aveva due ponti, con coperta priva d'ingombri.
L'armamento dell'Intrepido si componeva di diciotto carronate di medio calibro (30 libbre), in ferro e a canna liscia, disposte in barbetta nove per lato – atte solo al combattimento da breve distanza – e di due cannoni-obici Paixhans da 30 libbre anch'essi in ferro e a canna liscia (in sostanza le due uniche armi della nave dotate di capacità offensiva).
La nave differiva leggermente dal similare Generoso per alcune differenze nelle dimensioni e nell'armamento velico, che sul Generoso era a nave (tre alberi a vele quadre). Benché quasi gemelle (e infatti spesso trattate come un'unica classe), le due navi non composero mai, almeno sul piano ufficiale, una vera e propria classe. L'Intrepido si rivelò un'unità dalle scarse prestazioni, che indussero a destinarla principalmente a ruoli di secondaria importanza e compiti da nave scuola.

## Storia
Impostato nei cantieri di Castellammare di Stabia per la Marina del Regno delle Due Sicilie nel luglio 1838, l'Intrepido venne varato nel dicembre 1839 e completato nell'agosto 1840.
Nel corso della sua vita operativa sotto bandiera borbonica la nave ebbe un impiego secondario, soprattutto in ruoli di nave scuola, svolgendo attività priva di eventi di rilievo. Dal 1840, per un decennio, l'Intrepido venne utilizzato in compiti di addestramento nel Mar Tirreno.
Il 7 luglio 1846 l'Intrepido, insieme con altre dieci unità (pirofregate Ruggiero, Roberto, Ercole, Archimede, fregata a vela Regina Isabella, brigantini Valoroso, Principe Carlo, Zeffiro e Generoso, avviso Delfino), salpò da Napoli in formazione con la corvetta Cristina, che aveva a bordo i sovrani delle Due Sicilie, il duca di Calabria, il conte di Trapani, le principesse Carolina Ferdinanda e Maria Amalia con il marito di quest'ultima Sebastiano, e quattro giorni più tardi, alle sette del mattino, giunse a Messina.
A partire dal maggio 1850, per qualche anno, il brigantino fu adibito a campagne d'istruzione per gli Alunni Marinai e Grumetti e per gli Allievi del Collegio di Marina.
Inattiva durante le vicende della primavera-estate del 1860, che avrebbero portato alla caduta del Regno delle Due Sicilie e all'unità d'Italia, la nave, nel settembre 1860, quando Francesco II lasciò Napoli prossima alla caduta per rifugiarsi a Gaeta, era allo «sverno» – in disarmo e con l'equipaggio a ranghi ridotti – e venne aggregata alla squadra sarda del viceammiraglio Carlo Pellion di Persano, seguitando però, di fatto, a restare in disarmo anche nei mesi successivi.
Il 17 marzo 1861 l'Intrepido venne iscritto nel Quadro del Naviglio della neocostituita Regia Marina, classificato come brigantino di II rango. Benché in condizioni non ottimali, che destavano incertezze sulla sua futura longevità e quindi sulle sue reali possibilità di impiego, il brigantino venne portato in bacino di carenaggio e sottoposto a lavori di revisione dello scafo, lasciando il bacino il 17 ottobre 1861 e tornando a essere disarmato nella darsena di Napoli.
Riarmato, nel marzo 1862 l'Intrepido venne assegnato alla flottiglia navi scuola, ma in novembre, a causa del suo scafo che versava in cattive condizioni, dovette essere rimpiazzato dal brigantino Daino e quindi posto in disarmo a Genova in dicembre.
Rimorchiato a Napoli nel febbraio 1863, il brigantino restò in disarmo nel porto partenopeo per i successivi quattro anni. Nuovamente armata nel luglio 1867, la nave fu stazionaria a Napoli sino al marzo 1868, quando venne nuovamente posta in disarmo.
Radiato con Regio Decreto n. 5067 del 9 maggio 1869, l'anziano Intrepido venne avviato alla demolizione.